# Gornji Skrad
Gornji Skrad – wieś w Chorwacji, w żupanii karlowackiej, w gminie Krnjak. W 2011 roku liczyła 67 mieszkańców.